# یگان ۱۳
یگان ۱۳(به انگلیسی: Unit 13) یک بازی ویدئویی در سبک تیراندازی سوم شخص است که در سال ۲۰۱۲ برای کنسول دستی پلی‌استیشن ویتا منتشر شده است. این آخرین بازی‌است که قبل از بستن استدیوی زیپر اینتراکتیو درست شد. این بازی در ۶ مارس ۲۰۱۲ در آمریکای شمالی، ۷ مارس در اروپا و ۸ مارس در ژاپن منتشر شد.